# The Legend of Zelda: A Link Between Worlds
The Legend of Zelda: A Link Between Worlds (с англ. — «Легенда о Зельде: связь между мирами») — приключенческая игра, разработанная и изданная Nintendo для портативной консоли Nintendo 3DS. Это семнадцатая игра в основной серии The Legend of Zelda, она является продолжением игры The Legend of Zelda: A Link to the Past (выпущена в 1991 году для Super Nintendo Entertainment System).
Анонсированная в апреле 2013 года, A Link Between Worlds была выпущена в Австралии, Европе и Северной Америке в ноябре 2013 года. Месяц спустя игра выпущена в Японии под названием The Legend of Zelda: Triforce of the Gods 2 (яп. ゼルダの伝説 神々のトライフォース2).
Игра представляет традиционный для двухмерных игр серии игровой процесс, в котором игроки берут на себя управление мальчиком Линком, который путешествует по вымышленному королевству Хайрул, решает головоломки и сражается с противниками. Его цель — спасти принцессу Зельду и победить антагониста игры — колдуна Юга.
После выхода игра получила признание критиков и была распродана в количестве более 2,5 миллионов копий по всему миру в течение первых пяти месяцев. Музыка, дизайн подземелий и головоломок, открытая структура и уровень сложности были высоко оценены критиками. Введение новых функций, таких как механика слияния со стенами и система аренды предметов, были хорошо восприняты, а рецензенты похвалили, насколько хорошо они интегрированы в существующую формулу игры. Игра также получила несколько наград и номинаций от игровых и медиа-изданий.

## Геймплей
The Legend of Zelda: A Link Between Worlds — это приключенческая игра, представленная в стереоскопической трехмерной полигональной графике, с геймплеем преимущественно с точки зрения сверху. Игроки берут под контроль мальчика по имени Линк, который отправляется в приключение, чтобы спасти Семерых Мудрецов и победить Югу (англ. Yuga), главного антагониста игры.
Действие игры происходит в двух вымышленных королевствах — Хайрул и Лорул — каждый из которых имеет открытую структуру мира, подобную по строению, но контрастирующую по стилю и тону. A Link Between Worlds рассматривается в качестве преемницы игры для Super Nintendo Entertainment System 1991 года — The Legend of Zelda: A Link to the Past и во многих отношениях они схожи. Миры Хирула и Лорула в A Link Between Worlds аналогичны Хайрулу и Темному Миру в A Link to the Past. Ряд предметов, врагов и звуковых дорожек, присутствующих в A Link to the Past повторяется также и в A Link Between Worlds.
Верхний экран Nintendo 3DS, помимо самого игрового процесса отображает здоровье, индикатор энергии и значок действия. Жизненная энергия Линка уменьшается, когда его поражает враг, и ее можно пополнять, собирая сердца, которые находятся различными способами, например, при победе врагов или разбивании горшков. Индикатор энергии позволяет использовать предметы и способности, он истощается при использовании и пополняется с течением времени. Значок действия уведомляет игрока об интерактивных объектах. На нижнем сенсорном экране Nintendo 3DS отображается игровая карта, показывающая текущее положение и отмеченные точки. Нижний экран также используется для просмотра и выбора предметов.
Дружественные и враждебные игровые персонажи населяют два мира. Дружественные персонажи могут предоставить Линку помощь или предложить побочные квесты для прохождения. У Линка есть меч и щит, которыми он может пользоваться для победы над врагами и отражать их атаки. Присутствуют и другие предметы из прошлых игр серии — лук, огненный прут, бомбы и многое другое. Однако, в отличие от предыдущих игр, методы получения и использования этих элементов различаются. Вместо того, чтобы находить их в подземельях, их можно арендовать или купить у торговца по имени Равио. Если Линк падет в бою, его арендованные предметы будут возвращены продавцу. Большинству снаряжения не требуются боеприпасы, вместо этого их использование ограничено пополнием индикатора энергии. Общая жизненная энергия Линка может быть увеличена путем сбора частей сердца.
В процессе игры Линк также может участвовать в нескольких мини-играх, чтобы заработать рупии, валюту Хайрула.
Впервые появившаяся в этой части серии способность Линка сливаться со стенами позволяет попасть в Лорул и достичь ранее недоступных областей. Подобное действие расходует очки энергии.
Как и во многих предыдущих играх The Legend of Zelda , решение головоломок и прохождение подземелий остается фундаментальной частью игрового процесса. Прохождение A Link Between Worlds более открытое, чем в предыдущих частях серии, с возможностью зачистки многих подземелий игры в любом порядке. Некоторые препятствия к подземельям потребуют использования арендованных или купленных предметов. В конце каждого подземелья, Линк встретится с боссом, который должен быть побежден. Уникальный механизм, который вводит игра, — это способность Линка сливаться со стенами и двигаться по ним горизонтально.
Игра поддерживает возможности Nintendo 3DS «Play Coin» и «StreetPass». Play Coin можно использовать, чтобы получить подсказку по игре. Если через StreetPass получена информация от другого экземпляра игры, теневая версия Линка появляется где-то на игровой карте. Игроки могут сражаться против этих Линков, которые являются противниками, управляемыми ИИ, на основе данных другой копии игры.

## Сюжет

### Место действия
Действие The Legend of Zelda: A Link Between Worlds происходит в вымышленном королевстве Хайрул . Игра разворачивается между событиями Link’s Awakening и первой части серии . Игровой процесс включает перемещение между двумя королевствами: Хайрул, место, используемое во многих прошлых играх Zelda, и Лорул, новое королевство, которое представляет собой темную версию Хайрула. Легенда о Хайруле рассказывает о событиях, произошедших до A Link Between Worlds. Воплощение зла Ганон стремился властвовать над королевством, используя силу священной реликвии Триединства (англ. Triforce). Однако он был побеждён легендарным героем и запечатан Семью Мудрецами. Триединство было разделено на три части, чтобы воспрепятствовать новому возрождению зла. Одна его часть осталась в королевской семье, другая часть вернулась к Ганону, а третья часть заняла своё законное место в сердце героя и его потомков. Лорул был когда-то королевством, которое также владело Триединством. Тем не менее, он был разрушен в попытке остановить людей Лорула, борющихся за свою власть. Без Триединства Лорул пришёл в запустение. В A Link Between Worlds Хайрулом управляет Принцесса Зельда, а Лорулом управляет Принцесса Хильда.

### Сюжет
Линк, ученик кузнеца, отправляется отдать меч в Замок Хайрула, где сталкивается с колдуном Юга, обладающего способностью превращать людей в нарисованные картины. После поражения в бою, Линк встречает торговца по имени Равио, который дает ему браслет в обмен на то, чтобы ему разрешили остаться в его доме. У замка Хайрул Зельда дает Линку «Кулон Храбрости» и просит отыскать кулоны «Силы» и «Мудрости» чтобы получить силу Высшего меча (англ. Master Sword). По пути Линк снова встречает Югу и сам превращается в картину. Однако, благодаря браслету Равио, Линк оказывается защищен от заклинания Юги и получает способность сливаться со стенами по собственному желанию и передвигаться по ним. Найдя другие кулоны и получив Мастер-меч, Линк возвращается в Замок Хайрул, где становится свидетелем превращения Зельды в картину Югой. Линк преследует Югу через трещину-портал, позволяющую попасть в Лорул. Там Юга использует Зельду и потомков Семи Мудрецов, которых он запер внутри картин, чтобы оживить Ганона и соединиться с ним, получив часть Триединства Силы в этом слиянии. В этот момент Линк помогает принцессе Хильде, правительнице Лорула, которая заманивает Югу магическими узами.
Хильда даёт указание Линку найти и спасти Семерых Мудрецов, которые были рассеяны по всему её королевству, чтобы получить часть Триединства Храбрости. С помощью услуг Равио, Линк выполняет поручение и возвращается в замок Лорула, где обнаруживает, что Хильда забирает часть Триединства у Зельды. Хильда раскрывает, что Лорул находится в разорении после того, как её предки уничтожили своё собственное Триединство. Решив, что для того, чтобы вернуть королевство к прежней славе, ей нужно получить Триединство Хайрула, она устраивает так, чтобы Линк приносил части реликвии ей. Хильда пытается использовать Югу, чтобы получить часть Триединства Храбрости Линка, но Юга предает её и превращает в картину, одновременно присвоив часть Триединства Мудрости. С помощью Зельды Линку удается победить Югу. Затем он возвращает Зельду и Хильду из картин. Несмотря на то, что Хильда чувствует горечь по поводу её утраты, Равио убеждает её, что кража Триединства Хайрула — это неправильный способ спасти королевство. После того, как Линк и Зельда возвращаются в Хайрул, они используют силу своего Триединства, чтобы восстановить Триединство Лорула и восстановить это королевство.

## Разработка

### Концепция и производство
В конце 2009 года, после завершения разработки The Legend of Zelda: Spirit Tracks для портативной консоли Nintendo DS, большинству его разработчиков сразу же было поручено работать над The Legend of Zelda: Skyward Sword для Nintendo Wii. Тем не менее, три члена команды Spirit Tracks начали работу над новой портативной игрой в серии Zelda для следующей консоли компании — Nintendo 3DS. Хиромаса Cиката и Cиро Моури были двумя из трех людей, работающих над новой игрой. На этом раннем этапе они не рассматривали возможность разработки продолжения к A Link to the Past. Вместо этого они строили игру вокруг темы «общения». Примерно через шесть месяцев после начала проекта они представили свою концепцию игры создателю серии, Сигэру Миямото. Концепция была плохо встречена, Миямото назвал эту идею устаревшей. Так команда из трех человек решила переосмыслить концепцию игры с самого начала.
На этой стадии Сиката предложил идею о Линке, способном сливаться со стеной. Со временем эта функция стала одной из ключевых для игрового процесса. На этом этапе проекта разработчики по-прежнему рассматривали новую игру как расширение игр Zelda на Nintendo DS, поэтому прототип использовал игровой движок Spirit Tracks. Примерно в октябре 2010 года прототип был представлен Миямото, который одобрил новую концепцию. Однако, вскоре команда разработчиков игры была расформирована.
В ноябре 2011 года Skyward Sword вышла в продажу, а продюсер серии Zelda Эйдзи Аонума начал думать о следующем проекте в этой серии. В то время как Nintendo выпустила ремейк The Legend of Zelda: Ocarina of Time для Nintendo 3DS, спрос на новую оригинальную Зельду для этой платформы начал расти. Аонума решил вернуться к идее о Линке, входящем в стены, поскольку она уже была прототипирована. Кентаро Томинага был принят в команду, чтобы продолжить там, где остановился Сиката. Он уточнил систему входа в стены и разработал небольшие подземелья, которые он представил Миямото в мае 2012 года.
Томинага планировал создать еще пять небольших подземелий, которые будут использовать механику для входа в стены, однако Миямото подверг критике этот подход и вместо этого предложил связать новую игру с A Link to the Past. Затем Аонума предложил объединить механику со входом в стены с перспективой вида сверху и местностью из A Link to the Past' . Он считал, что сдвиг в перспективе при входе в стену будет дополнен стереоскопическими 3D-возможностями Nintendo 3DS. Аонума превратил двухмерные рельефы A Link’to the Past в трехмерное пространство. После нескольких презентаций Миямото разработка проекта была окончательно одобрена в июле 2012 года. Команда разработчиков начала расширяться, Сиката вернулся в качестве директора, а Моури — в качестве помощника режиссера и ведущего программиста. Разработка игры была завершена в октябре 2013 года.

### Технологии и дизайн
Реализация перспективы вида сверху стала особой проблемой и привела к множеству проб и ошибок. С истинным видом сверху игроки не смогли бы увидеть лица и тела персонажей. Чтобы обойти эту проблему, объекты в мире были наклонены под углом так, чтобы они были более видимыми сверху. Моури просил, чтобы игра запускалась со скоростью 60 кадров в секунду вместо 30, чтобы стабилизировать стереоскопическую 3D-анимацию и сгладить анимацию движения.
Переосмысление концепций игры стало важной темой по мере развития. В предыдущих играх серии игрок заходил в подземелье, получал новый предмет, а затем переходил в следующее в определенном порядке. Команда разработчиков считала, что эта формула была ошибочной, поскольку игрок мог застрять в подземелье и не продвинуться дальше в игре. Они хотели дать игроку больше свободы в том, как он мог бы продвигаться в игре, позволяя проходить подземелья в любом порядке и зачищать несколько подземелий параллельно, но это означало, что метод приобретения предметов должен был быть изменен. В итоге разработчиками была выбрана система, в которой игроки могли бы арендовать или покупать предметы, используя валюту игры, рупии. Когда игрок умирает, арендованные предметы возвращаются продавцу. В период активной разработки компания Nintendo выпустила версию консоли без поддержки стереоскопического изображения (Nintendo 2DS), это вызвало необходимость переработки ряда мест в игре чтобы обеспечить возможность пройти их без включенного 3D-эффекта.
Дизайнеры полагали, что внешний вид Линка должен изменяться когда Линк войдет в стену, а перспектива переключится с вида сверху на вид сбоку. Они решили сделать Линка нарисованным, когда он был на стене. Это привело к созданию Юги, антагониста игры, колдуна, который может превратить себя и других в картины. Аонума упомянул, что идея превращения Линка в роспись была вдохновлена Фантомным Ганоном, прыгающим на картины во время встречи с ним в Ocarina of Time .

### Саундтрек
В A Link Between Worlds наряду с композициями из A Link to Past присутствует оригинальная музыка. Рио Нагамацу сочинил новую музыку для A Link Between Worlds , а также исполнил партии флейты, представив их в молочном баре игры. Он также составил аранжировки и адаптировал оригинальную музыку Кодзи Кондо из A Link to the Past. Нагамацу хотел сбалансировать аранжировки прошлой музыки и совершенно новую музыку. Начав с пересмотра старых треков и размышления о том, как лучше всего адаптировать их для саундтрека A Link Between Worlds, он стремился включить хоровые вставки как способ добавить напряжение в отдельных сценах игры. Нагамацу исполнил вокал и использовал многодорожечную запись, чтобы объединить разные записи вокала. Команда решила не использовать живой оркестр для записи музыки игры, основной причиной этого было создание оптимального звука для Nintendo 3DS. Реверберации и низкочастотные звуки, созданные живым оркестром, не подходят для динамиков Nintendo 3DS. Большая часть струнной музыки была создана с помощью синтезатора, а Тору Минегиши играл на гитаре в одном треке.

## Релиз
В апреле 2013 года во время презентации «Nintendo Direct» была анонсирована новая игра Legend of Zelda для Nintendo 3DS с датой релиза, намеченной на конец 2013 года. Игра была описана Nintendo как преемница игры The Legend of Zelda: A Link to the Past для Super Nintendo Entertainment System, действие которой происходит в том же игровом мире, но с новой механикой, новыми подземельями и оригинальной историей. Вскоре после презентации Nintendo выпустила видеоролик геймплея в Nintendo eShop. Позже, в июне, на Electronic Entertainment Expo 2013 было объявлено название новой игры — «The Legend of Zelda: A Link Between Worlds». В Японии игра была названа «The Legend of Zelda: Triforce of the Gods 2».
A Link Between Worlds, была выпущена в Европе и Северной Америке 22 ноября 2013 года, в Австралии на следующий день, а затем в Японии 26 декабря 2013 года. Европейская версия игры содержала реверсивный чехол для крышки; Внутренняя обложка с изображением разноцветного рисунка, а внешняя с изображением золотого оттенка. Наряду с запуском игры, Nintendo выпустила комплект, включающий копию игры и тематический Nintendo 3DS XL с логотипом Триединства. В 2015 году A Link Between Worlds была переиздана под брендом Nintendo Selects в Европе вместе с пятью другими играми для Nintendo 3DS. В начале 2015 года Nintendo выпустила оригинальный саундтрек для A Link Between Worlds на CD в Европе через Club Nintendo. Музыка из саундтрека была включена в концертный тур 2015 года The Legend of Zelda: Symphony of the Goddesses Master Quest.

## Критика
| Сводный рейтинг    | Сводный рейтинг |
| Агрегатор          | Оценка          |
| ------------------ | --------------- |
| GameRankings       | 90,55 %         |
| Metacritic         | 91/100          |
| Иноязычные издания |                 |
| Издание            | Оценка          |
| Game Informer      | 10/10           |
| GameSpot           | 9/10            |
| GamesRadar+        | [ 4 ]           |
| IGN                | 9,4/10          |
| Nintendo Life      | 10/10           |
| Polygon            | 9,5/10          |

The Legend of Zelda: A Link Between Worlds получила признание критиков. По данным агрегатора Metacritic рейтинг игры составил 91 балл из 100 (на основе 81 рецензии)., что поставило её на четвертое место среди наиболее высоко оцененных игр для Nintendo 3DS. Отслеживающее продажи игр издание Media Create сообщило, что A Link Between Worlds стала самой продаваемой видеоигрой в течение первой недели с момента ее запуска в Японии, превысив отметку в 224 000 проданных копий. По состоянию на 31 марта 2014 A Link Between Worlds была продана в количестве 2.51 миллиона экземпляров (по всему миру) — девятый результат среди игр для Nintendo 3DS, продажи которых превысили 1 миллион единиц на территории проданных в Соединенных Штатов Америки, достигнув 1.09 миллионов продаж по состоянию на август 2014.
Многие критики сочли A Link Between Worlds достойным преемником A Link to the Past и отметили, что игра была выдающейся в своем роде. Игра получила высокие оценки за совершенствование основных и традиционных элементов серии. Рецензент Polygon, назвал ее лучшей игрой в серии о Зельде за последние двадцать лет, а автор GamesRadar сказал, что эта игра должна быть куплена каждым владельцем Nintendo 3DS. Прием головоломок игры критиками был исключительно положительным. Похвалу заслужила и механика слияния со стенами. Кеза Макдональд из IGN отметил A Link Between Worlds как лучшую игру-головоломку, которую когда-либо создавала Nintendo. Game Informer посчитал, что некоторые из подземелий игры и встречи с боссами были одними из лучших в истории франшизы.
Рецензенты согласились с тем, что A Link Between Worlds преуспел в использовании возможностей 3D-консоли. Тем не менее, мнение критиков насчет графического исполнения игры разделилось: некоторые авторы выражали неприязнь к графике, другие, отмечали великолепные визуальные эффекты. Саундтрек игры был отмечен как один из лучших в серии.